# نادي فرام
نادي فرام لكرة القدم (بالأيسلندية: Knattspyrnufélagið Fram) هو نادي رياضي أيسلندي معروف بفريقي كرة القدم وكرة اليد. وقد تأسس في 1 مايو 1908 في ريكيافيك. يلعب فريق كرة القدم حاليا في الدرجة العليا، دوري آيسلندا الممتاز.
لدى النادي فريق كرة يد قوي حيث فاز فريق الرجال في البطولة الأيسلندية عام 2013